# Express Yourself (Labrinth-Lied)
Express Yourself ist ein Lied des britischen Musikers Labrinth, das im April 2012 erschien.

## Entstehung und Veröffentlichung
Geschrieben und produziert wurde das Lied vom Interpreten selbst. Während Labrinth beim Schreibprozess von Charles Wright unterstützt wurde, erhielt er bei der Produktion Unterstützung durch Da Digglar.
Bevor der Titel offiziell veröffentlicht wurde, wurde am 25. März 2012 auf Labrinths VEVO-Kanal eine Live-Version des Lieds veröffentlicht. Die Erstveröffentlichung von Express Yourself erfolgte schließlich am 2. April 2012 bei Syco Music, als Teil von Labrinth Debütalbum Electronic Earth (Katalognummer: 88691932932). Am 7. Mai 2012 erschien das Lied als vierte Singleauskopplung aus dem Album. Diese erschien als Maxi-Single zum Download mit fünf verschiedenen Versionen des Liedes.

## Inhalt
Das Lied soll eine Antwort auf Charles Wright & the Watts 103rd Street Rhythm Bands Express Yourself sein, ein Lied aus dem Jahr 1970. Labrinth selbst meinte gegenüber The Sun zum Song: „My mum used to play the original – The Charles Wright version, not NWA – I just thought it would be a nice nod back to my mum and those times by putting my version on the album.“ Ein Teil des Songtextes ist: „Ain’t got the X Factor, I’m not what they expect.“ („Ich habe nicht den X-Factor, ich bin nicht, was sie fordern“) in Anspielung darauf, dass er seit einigen Jahren der erste Musiker beim Label Syco ist, der nicht in einer Castingshow teilnahm.

## Musikvideo
Das Musikvideo wurde erstmals am 16. Mai 2012 auf YouTube veröffentlicht. In ihm sieht man Labrinth auf einem sich drehenden Stuhl vor einer mit Graffiti bemalten Wand. Dies soll eine Parodie auf den Prinzen von Bel-Air darstellen. Auch werden im Lied Serien beziehungsweise Filme wie Die Simpsons oder Ice Age parodiert. Es dauert drei Minuten und 32 Sekunden. Auch wurde ein Behind-the-Scenes-Video veröffentlicht, welches allerdings schon einige Tage vor dem offiziellen Video auf YouTube gestellt wurde.

## Rezensionen
Robert Copsey von Digital Spy meinte zum Lied:

„[…]he admits over funk-driven guitars, before the chorus of trumpets and sparkly synths shower down. It’s a suit that fits him remarkably well, though given his history, we won’t allow ourselves to enjoy it too much.“

und vergab drei von fünf möglichen Sternen.

## Kommerzieller Erfolg

### Chartplatzierungen
Express Yourself avancierte zum Charthit im Vereinigten Königreich (Rang 12), Irland (Rang 24), Deutschland (Rang 55) und Frankreich (Rang 160). In den britischen R&B-Charts erreichte das Lied Rang vier.
| ChartsChartplatzierungen     | Höchstplatzierung | Wochen |
| ---------------------------- | ----------------- | ------ |
| Deutschland (GfK)            | 55 (9 Wo.)        | 9      |
| Vereinigtes Königreich (OCC) | 12 (50 Wo.)       | 50     |

| ChartsJahrescharts (2012)    | Platzierung |
| ---------------------------- | ----------- |
| Vereinigtes Königreich (OCC) | 86          |

### Auszeichnungen für Musikverkäufe
| Land/Region                  | Auszeichnungen für Musikverkäufe (Land/Region, Auszeichnung, Verkäufe) | Verkäufe |
| ---------------------------- | ---------------------------------------------------------------------- | -------- |
| Vereinigtes Königreich (BPI) | Gold                                                                   | 400.000  |
| Insgesamt                    | 1× Gold ·                                                              | 400.000  |